# Đội tuyển bóng đá quốc gia El Salvador
Đội tuyển bóng đá quốc gia El Salvador (tiếng Tây Ban Nha: Selección de fútbol de El Salvador) là đội tuyển cấp quốc gia của El Salvador do Liên đoàn bóng đá El Salvador quản lý.
Trận thi đấu quốc tế đầu tiên của đội tuyển El Salvador là trận gặp đội tuyển Costa Rica vào năm 1921. Thành tích tốt nhất của đội cho đến nay là hai ngôi vị á quân CONCACAF giành được vào các năm 1963 và 1981. Đội đã từng 2 lần tham dự World Cup vào các năm 1970 và 1982, tuy nhiên đều không vượt qua được vòng bảng.

## Danh hiệu
- Vô địch CONCACAF: 0

Á quân: 1963; 1981
Hạng ba: 1977
- Vô địch Trung Mỹ: 0

Hạng ba: 1995; 1997; 2001; 2003; 2013; 2017

## Thành tích tại các giải đấu

### Giải vô địch thế giới
| Năm           | Kết quả                  | Số trân | Thắng | Hòa | Thua | Bàn thắng | Bàn thua |
| 1930 đến 1934 | Không tham dự            |         |       |     |      |           |          |
| 1938          | Bỏ cuộc                  |         |       |     |      |           |          |
| 1950 đến 1966 | Không tham dự            |         |       |     |      |           |          |
| 1970          | Vòng 1                   | 3       | 0     | 0   | 3    | 0         | 9        |
| 1974 đến 1978 | Không vượt qua vòng loại |         |       |     |      |           |          |
| 1982          | Vòng 1                   | 3       | 0     | 0   | 3    | 1         | 13       |
| 1986 đến 2022 | Không vượt qua vòng loại |         |       |     |      |           |          |
| 2026 đến 2034 | Chưa xác định            |         |       |     |      |           |          |
| Tổng          |                          | 6       | 0     | 0   | 6    | 1         | 22       |

### Cúp Vàng CONCACAF
| Năm           | Vòng                     | Pld                      | W                        | D*                       | L                        | GF                       | GA                       |
| ------------- | ------------------------ | ------------------------ | ------------------------ | ------------------------ | ------------------------ | ------------------------ | ------------------------ |
| 1963          | Á quân                   | 7                        | 3                        | 3                        | 1                        | 17                       | 7                        |
| 1965          | Hạng 4                   | 5                        | 2                        | 1                        | 2                        | 7                        | 9                        |
| 1967          | Không tham dự            | Không tham dự            | Không tham dự            | Không tham dự            | Không tham dự            | Không tham dự            | Không tham dự            |
| 1969          | Bị cấm tham dự           | Bị cấm tham dự           | Bị cấm tham dự           | Bị cấm tham dự           | Bị cấm tham dự           | Bị cấm tham dự           | Bị cấm tham dự           |
| 1971          | Bỏ cuộc                  | Bỏ cuộc                  | Bỏ cuộc                  | Bỏ cuộc                  | Bỏ cuộc                  | Bỏ cuộc                  | Bỏ cuộc                  |
| 1973          | Không vượt qua vòng loại | Không vượt qua vòng loại | Không vượt qua vòng loại | Không vượt qua vòng loại | Không vượt qua vòng loại | Không vượt qua vòng loại | Không vượt qua vòng loại |
| 1977          | Hạng ba                  | 5                        | 2                        | 1                        | 2                        | 8                        | 9                        |
| 1981          | Á quân                   | 5                        | 2                        | 2                        | 1                        | 2                        | 1                        |
| 1985          | Hạng 4                   | 4                        | 2                        | 1                        | 1                        | 7                        | 2                        |
| 1989          | Hạng 5                   | 6                        | 0                        | 2                        | 4                        | 2                        | 8                        |
| 1991 đến 1993 | Không vượt qua vòng loại | Không vượt qua vòng loại | Không vượt qua vòng loại | Không vượt qua vòng loại | Không vượt qua vòng loại | Không vượt qua vòng loại | Không vượt qua vòng loại |
| 1996          | Vòng 1                   | 2                        | 1                        | 0                        | 1                        | 3                        | 4                        |
| 1998          | Vòng 1                   | 3                        | 0                        | 1                        | 2                        | 0                        | 6                        |
| 2000          | Không vượt qua vòng loại | Không vượt qua vòng loại | Không vượt qua vòng loại | Không vượt qua vòng loại | Không vượt qua vòng loại | Không vượt qua vòng loại | Không vượt qua vòng loại |
| 2002          | Tứ kết                   | 3                        | 1                        | 0                        | 2                        | 1                        | 5                        |
| 2003          | Tứ kết                   | 3                        | 1                        | 0                        | 2                        | 3                        | 7                        |
| 2005          | Không vượt qua vòng loại | Không vượt qua vòng loại | Không vượt qua vòng loại | Không vượt qua vòng loại | Không vượt qua vòng loại | Không vượt qua vòng loại | Không vượt qua vòng loại |
| 2007          | Vòng 1                   | 3                        | 1                        | 0                        | 2                        | 2                        | 6                        |
| 2009          | Vòng 1                   | 3                        | 1                        | 0                        | 2                        | 2                        | 3                        |
| 2011          | Tứ kết                   | 4                        | 1                        | 2                        | 1                        | 8                        | 8                        |
| 2013          | Tứ kết                   | 4                        | 1                        | 2                        | 1                        | 4                        | 8                        |
| 2015          | Vòng 1                   | 3                        | 0                        | 2                        | 1                        | 1                        | 2                        |
| 2017          | Tứ kết                   | 4                        | 1                        | 1                        | 2                        | 4                        | 6                        |
| 2019          | Vòng 1                   | 3                        | 1                        | 1                        | 1                        | 1                        | 4                        |
| 2021          | Tứ kết                   | 4                        | 2                        | 0                        | 2                        | 6                        | 4                        |
| 2023          | Vòng bảng                | 3                        | 0                        | 2                        | 1                        | 3                        | 4                        |
| Tổng cộng     | 19/27                    | 74                       | 22                       | 20                       | 32                       | 81                       | 103                      |

### Thế vận hội
- (Nội dung thi đấu dành cho cấp đội tuyển quốc gia cho đến kỳ Đại hội năm 1988)

| Năm           | Vòng                     | Hạng                     | Pld                      | W                        | D*                       | L                        | GF                       | GA                       |
| ------------- | ------------------------ | ------------------------ | ------------------------ | ------------------------ | ------------------------ | ------------------------ | ------------------------ | ------------------------ |
| 1900 đến 1964 | Không tham dự            | Không tham dự            | Không tham dự            | Không tham dự            | Không tham dự            | Không tham dự            | Không tham dự            | Không tham dự            |
| 1968          | Vòng bảng                | 15th                     | 3                        | 0                        | 1                        | 2                        | 2                        | 8                        |
| 1972 đến 1988 | Không vượt qua vòng loại | Không vượt qua vòng loại | Không vượt qua vòng loại | Không vượt qua vòng loại | Không vượt qua vòng loại | Không vượt qua vòng loại | Không vượt qua vòng loại | Không vượt qua vòng loại |
| Tổng cộng     | 1 lần vòng bảng          | 1/19                     | 3                        | 0                        | 1                        | 2                        | 2                        | 8                        |

### Cúp bóng đá UNCAF
| Năm       | Vòng          | Hạng  | Pld | W  | D* | L  | GF | GA |
| --------- | ------------- | ----- | --- | -- | -- | -- | -- | -- |
| 1991      | Hạng tư       | 4th   | 3   | 0  | 1  | 2  | 2  | 9  |
| 1993      | Hạng tư       | 4th   | 3   | 0  | 1  | 2  | 1  | 5  |
| 1995      | Hạng ba       | 3rd   | 4   | 2  | 0  | 2  | 5  | 5  |
| 1997      | Hạng ba       | 3rd   | 5   | 3  | 1  | 1  | 5  | 5  |
| 1999      | Hạng tư       | 4th   | 5   | 1  | 1  | 3  | 3  | 9  |
| 2001      | Hạng ba       | 3rd   | 6   | 2  | 4  | 0  | 8  | 4  |
| 2003      | Hạng ba       | 3rd   | 5   | 3  | 0  | 2  | 6  | 4  |
| 2005      | Vòng bảng     | 6th   | 2   | 0  | 0  | 2  | 1  | 3  |
| 2007      | Hạng tư       | 4th   | 5   | 2  | 1  | 2  | 4  | 5  |
| 2009      | Hạng tư       | 4th   | 5   | 1  | 1  | 3  | 5  | 6  |
| 2011      | Hạng tư       | 4th   | 5   | 2  | 1  | 2  | 7  | 6  |
| 2013      | Hạng ba       | 3rd   | 4   | 1  | 2  | 1  | 2  | 2  |
| 2014      | Hạng tư       | 4th   | 4   | 2  | 0  | 2  | 4  | 3  |
| 2017      | Hạng ba       | 3rd   | 5   | 2  | 1  | 2  | 5  | 4  |
| Tổng cộng | 6 lần hạng ba | 14/14 | 57  | 19 | 14 | 24 | 54 | 67 |

### Đại hội Thể thao liên Mỹ
- (Nội dung thi đấu dành cho cấp đội tuyển quốc gia cho đến kỳ Đại hội năm 1995)

| Năm           | Vòng                     | Hạng                     | Pld                      | W                        | D*                       | L                        | GF                       | GA                       |
| ------------- | ------------------------ | ------------------------ | ------------------------ | ------------------------ | ------------------------ | ------------------------ | ------------------------ | ------------------------ |
| 1951 đến 1971 | Không vượt qua vòng loại | Không vượt qua vòng loại | Không vượt qua vòng loại | Không vượt qua vòng loại | Không vượt qua vòng loại | Không vượt qua vòng loại | Không vượt qua vòng loại | Không vượt qua vòng loại |
| 1975          | Vòng sơ loại             | 10th                     | 3                        | 1                        | 1                        | 1                        | 4                        | 3                        |
| 1979 đến 1983 | Không vượt qua vòng loại | Không vượt qua vòng loại | Không vượt qua vòng loại | Không vượt qua vòng loại | Không vượt qua vòng loại | Không vượt qua vòng loại | Không vượt qua vòng loại | Không vượt qua vòng loại |
| 1987          | Vòng sơ loại             | 7th                      | 3                        | 1                        | 1                        | 1                        | 1                        | 1                        |
| 1991 đến 1995 | Không vượt qua vòng loại | Không vượt qua vòng loại | Không vượt qua vòng loại | Không vượt qua vòng loại | Không vượt qua vòng loại | Không vượt qua vòng loại | Không vượt qua vòng loại | Không vượt qua vòng loại |
| Tổng cộng     | 2 lần vòng sơ loại       | 2/12                     | 6                        | 2                        | 2                        | 2                        | 5                        | 4                        |

## Danh hiệu
- Huy chương vàng Đại hội Thể thao Trung Mỹ và Caribe: 1954, 2002
- Vô địch CCFC: 1943

## Cầu thủ

### Đội hình hiện tại
Đây là đội hình đã hoàn thành Cúp Vàng CONCACAF 2023.

Số liệu thống kê tính đến ngày 4 tháng 7 năm 2023 sau trận gặp Panama.''
| Số | VT | Cầu thủ            | Ngày sinh (tuổi)  | Trận | Bàn | Câu lạc bộ                   |
| -- | -- | ------------------ | ----------------- | ---- | --- | ---------------------------- |
| 1  | TM | Mario González     | 20 tháng 5, 1997  | 30   | 0   | Alianza                      |
| 18 | TM | Tomás Romero       | 19 tháng 12, 2000 | 8    | 0   | Toronto FC                   |
| 22 | TM | Óscar Pleitez      | 6 tháng 2, 1993   | 0    | 0   | Isidro Metapán               |
|    |    |                    |                   |      |     |                              |
| 21 | HV | Bryan Tamacas      | 21 tháng 2, 1995  | 63   | 0   | Oakland Roots                |
| 3  | HV | Roberto Domínguez  | 9 tháng 5, 1997   | 56   | 1   | FAS                          |
| 4  | HV | Eriq Zavaleta      | 2 tháng 8, 1992   | 21   | 2   | LA Galaxy                    |
| 15 | HV | Alex Roldán        | 28 tháng 7, 1996  | 18   | 2   | Seattle Sounders             |
| 5  | HV | Ronald Rodríguez   | 22 tháng 9, 1998  | 26   | 0   | Águila                       |
| 12 | HV | William Canales    | 18 tháng 2, 1995  | 1    | 0   | Alianza                      |
| 2  | HV | Erick Cabalceta    | 9 tháng 1, 1993   | 3    | 0   | Alajuelense                  |
|    |    |                    |                   |      |     |                              |
| 6  | TV | Narciso Orellana   | 28 tháng 1, 1995  | 62   | 1   | Alianza                      |
| 17 | TV | Jairo Henríquez    | 31 tháng 8, 1993  | 41   | 4   | Colorado Springs Switchbacks |
| 8  | TV | Bryan Landaverde   | 27 tháng 5, 1995  | 20   | 0   | FAS                          |
| 14 | TV | Christian Martínez | 12 tháng 8, 1994  | 14   | 0   | San Carlos                   |
| 23 | TV | Melvin Cartagena   | 30 tháng 7, 1999  | 3    | 0   | Águila                       |
| 13 | TV | Leonardo Menjívar  | 24 tháng 10, 2001 | 2    | 0   | Chalatenango                 |
| 7  | TV | Joshua Pérez       | 21 tháng 1, 1998  | 16   | 3   | Montevarchi                  |
| 16 | TV | Harold Osorio      | 20 tháng 8, 2003  | 2    | 0   | Chicago Fire                 |
|    |    |                    |                   |      |     |                              |
| 11 | TĐ | Cristian Gil       | 5 tháng 11, 1996  | 12   | 2   | FAS                          |
| 19 | TĐ | Kevin Reyes        | 28 tháng 8, 1999  | 12   | 0   | FAS                          |
| 10 | TĐ | Mayer Gil          | 7 tháng 9, 2003   | 2    | 0   | Alianza Petrolera            |
| 9  | TĐ | Brayan Gil         | 28 tháng 6, 2001  | 1    | 0   | Tottenham                    |

### Recent call-ups
The following players have been called up within the last twelve months.
| Vt                                              | Cầu thủ             | Ngày sinh (tuổi)  | Số trận | Bt | Câu lạc bộ         | Lần cuối triệu tập             |
| ----------------------------------------------- | ------------------- | ----------------- | ------- | -- | ------------------ | ------------------------------ |
| TM                                              | Kevin Carabantes    | 20 tháng 3, 1995  | 7       | 0  | FAS                | v. Perú, 27 September 2022     |
|                                                 |                     |                   |         |    |                    |                                |
| HV                                              | Nelson Flores       | 17 tháng 8, 1999  | 8       | 0  | North Carolina FC  | v. Hoa Kỳ, 27 March 2023       |
| HV                                              | Rómulo Villalobos   | 1 tháng 9, 1997   | 6       | 1  | Dragón             | v. Hoa Kỳ, 27 March 2023       |
| HV                                              | Rudy Clavel         | 10 tháng 10, 1996 | 4       | 0  | FAS                | v. Hoa Kỳ, 27 March 2023       |
| HV                                              | Jonathan Jiménez    | 12 tháng 7, 1992  | 15      | 0  | Alianza            | v. Nicaragua, 16 November 2022 |
| HV                                              | Erick Cabalceta     | 9 tháng 1, 1993   | 2       | 0  | Alajuelense        | v. Nicaragua, 16 November 2022 |
| HV                                              | Kevin Menjívar      | 23 tháng 9, 2000  | 1       | 0  | Once Deportivo     | v. Nicaragua, 16 November 2022 |
| HV                                              | Walter Pineda       | 4 tháng 5, 2003   | 0       | 0  | Águila             | v. Nicaragua, 16 November 2022 |
| HV                                              | Adán Clímaco        | 5 tháng 1, 2001   | 0       | 0  | Santos de Guápiles | v. Nicaragua, 16 November 2022 |
| HV                                              | Alexander Larín     | 27 tháng 6, 1992  | 78      | 7  | Alianza            | v. Perú, 27 September 2022     |
| HV                                              | Eduardo Vigil       | 7 tháng 8, 1996   | 12      | 0  | Luis Ángel Firpo   | v. Perú, 27 September 2022 PRE |
|                                                 |                     |                   |         |    |                    |                                |
| TV                                              | Enrico Hernández    | 23 tháng 2, 2001  | 16      | 1  | Cartagena B        | v. Hoa Kỳ, 27 March 2023       |
| TV                                              | Amando Moreno       | 10 tháng 9, 1995  | 9       | 0  | New Mexico United  | v. Nicaragua, 16 November 2022 |
| TV                                              | Marvin Ramos        | 7 tháng 7, 1993   | 0       | 0  | Dragón             | v. Nicaragua, 16 November 2022 |
| TV                                              | Carlos Anzora       | 13 tháng 11, 1992 | 0       | 0  | Platense           | v. Nicaragua, 16 November 2022 |
| TV                                              | Mauricio Cerritos   | 17 tháng 10, 2003 | 0       | 0  | Atlético Marte     | v. Nicaragua, 16 November 2022 |
| TV                                              | Darwin Cerén        | 31 tháng 12, 1989 | 89      | 5  | Águila             | v. Perú, 27 September 2022     |
| TV                                              | Jeremy Garay        | 1 tháng 4, 2003   | 2       | 0  | D.C. United        | v. Perú, 27 September 2022     |
| TV                                              | Robinson Aguirre    | 24 tháng 11, 2004 | 2       | 0  | Colorado Rapids    | v. Perú, 27 September 2022     |
| TV                                              | Eric Calvillo       | 2 tháng 1, 1998   | 9       | 0  | El Paso Locomotive | v. Perú, 27 September 2022 PRE |
|                                                 |                     |                   |         |    |                    |                                |
| TĐ                                              | Juan Carlos Argueta | 18 tháng 5, 2000  | 1       | 0  | Jocoro             | v. Hoa Kỳ, 27 March 2023       |
| TĐ                                              | Joshua Pérez        | 21 tháng 1, 1998  | 16      | 3  | Montevarchi        | v. Nicaragua, 16 November 2022 |
| TĐ                                              | Javier Ferman       | 7 tháng 5, 1996   | 0       | 0  | Dragón             | v. Nicaragua, 16 November 2022 |
| TĐ                                              | Nelson Bonilla      | 11 tháng 9, 1990  | 56      | 19 | Chiangrai United   | v. Perú, 27 September 2022     |
| TĐ                                              | Joaquín Rivas       | 26 tháng 4, 1992  | 31      | 4  | Miami FC           | v. Perú, 27 September 2022     |
| TĐ                                              | Michel Mercado      | 6 tháng 4, 1991   | 0       | 0  | Alianza            | v. Perú, 27 September 2022     |
| TĐ                                              | Roberto Molina      | 28 tháng 1, 2001  | 6       | 0  | Indy Eleven        | v. Perú, 27 September 2022 PRE |
| INJ Rút lui do chấn thương. PRE Đội hình sơ bộ. |                     |                   |         |    |                    |                                |